# 帕爾馬的卡羅琳娜
帕爾馬的卡羅琳娜（義大利語：Carolina di Borbone-Parma，1770年11月22日—1804年3月1日），帕爾馬公爵費迪南多一世的女兒。

## 家庭
1792年，卡羅琳娜與薩克森選侯腓特烈·奧古斯特三世的弟弟馬克西米利安結婚，兩人共有3子4女：
1. 阿瑪莉埃（1794年—1870年）
2. 瑪麗亞·費迪南達（1796年—1865年），托斯卡納大公夫人
3. 腓特烈·奧古斯特（1797年—1854年），薩克森國王
4. 克雷門斯（1798年—1822年）
5. 瑪麗亞·安娜（1799年—1832年），托斯卡納大公夫人
6. 約翰（1801年—1873年），薩克森國王
7. 瑪麗亞·約瑟法（1803年—1829年），西班牙王后